# 丹佛鎮區 (伊利諾伊州里奇蘭縣)
丹佛鎮區（英語：Denver Township）是位於美國伊利諾伊州里奇蘭縣的一個行政鎮區。

## 地方資料
根據2010年美國人口普查的數據，丹佛鎮區的面積為91.70平方千米，當中陸地面積為91.70平方千米，而水域面積為0.00平方千米。當地共有人口405人，而人口密度為每平方千米4.42人。